# Lo Cartanyà
Lo Cartanyà es una serie de televisión (sitcom) producida y emitida por TV3 con la colaboración de El Terrat. Narra las aventuras y desventuras de Vicenç Cartanyà, su familia y sus amigos en un pueblo desconocido de la provincia de Lérida. La sintonía de la serie la hizo el grupo de rock de Lérida The Companys.
Vicenç Cartanyà, el personaje que da el nombre a la serie, es un hombre con un carácter fuerte, una actitud más bien autoritaria y de pocas bromas, que siempre intenta, sin éxito, su manera de hacer a sus compañeros. A pesar de todo, en el fondo, es buena persona y, a veces, le acaba dando la razón a los demás. Sus compañeros son Tilda (su expareja a la que intenta reconquistar), Bardagí (director de la televisión local y actual pareja de Tilda), Bordonida (propietaria del bar del pueblo) y sus amigos Anselmo, Garretó y Angawa.
Los personajes de Lo Cartanyà hablan en un catalán con un acento noroccidental muy marcado. Los principales puntos de encuentro de los personajes son el bar, la barbería, la casa de Cartanyà y la redacción de la televisión local.

## Personajes
- Vicent Cartanyà (Xavier Bertran)

Personaje central de la serie y que le da nombre. Bajo las órdenes de su jefe, Bardagí, es el actual presentador de la emisora local Canal Inn. Con mal genio, muy autoritario, orgulloso y presuntuoso, aunque relativamente dialogante si le tocan sus intereses. Aunque se cree siempre muy astuto, no siempre consigue salirse con la suya. Consigue tener a Tilda un poco atraída, extrañamente Bardagí lo respeta, con Angawa se muestra tenso y, con su madre, se deja mimar.
- Tilda Solanes (Mireia Aixalà)

Una chica muy independiente y orgullosa siempre dispuesta a llevarle la contraria a todo aquel que se le oponga (aunque ella no siempre termina ganando). Expareja de Cartanyà, siempre afirma haberle olvidado completamente, pero hay cosas que hacen dudar de que su pasión por él esté completamente muerta. Actualmente está casada con Bardagí a quien no le pone las cosas nada fáciles. A su manera es guapa, simpática y se hace querer. Es la responsable de que Cartanyà pronunciara una de sus frases clásicas: “El hombre casado tiene que tener la colita libre…”.
- Francesc Bardagí (Cesc Casanovas)

Chico con cierto talento profesional, simpático, más bien inofensivo y personaje pacífico de la serie por excelencia. Es la actual pareja de Tilda con quien, en general, se lleva bastante bien. Aunque Cartanyà lo trata con cierto desprecio, Bardagí lo admira bastante por su talento como presentador. A pesar de las discrepancias, Cartanyà le tiene cierto cariño.
- Bordonida (Eva Barceló)

La camarera del bar preferido de Cartanyà y sus amigos. Es una mujer un poco gruñona, pero, a diferencia de Cartanyà, no tiene ninguna ambición de mandar sobre nadie y se limita a hacer su trabajo. Todo el mundo le tiene aprecio, en especial Anselmo, quien la mira con ojillos de enamorado.
- Anselmo (Carles Martínez)

Compañero de grupo de Cartanyà. Como Bardagí, es el simpático del grupo y se lleva bien con todos, aunque, a diferencia de Bardagí, es muy amigo del malhumorado Cartanyà, a quien conoce desde hace muchos años. Hombre de ideales republicanos, mantiene una rivalidad ideológica con su gran amigo Garretó.
- José Antonio Garretó (Jordi Figueras)

El barbero de Cartanyà. A pesar de ser un hombre con tendencias de ultraderecha y un poco admirador de Franco, personalmente, es un hombre simpático, un galán con las mujeres y muy bromista. Es el castellanohablante de la serie, aunque, en alguna ocasión, utiliza el catalán. En general, todo el mundo lo aprecia y, a pesar de las discusiones ideológicas un poco tensas que mantiene con él, es amigo inseparable de Anselmo.
- Maria Munt (Marissa Josa)

Es la madre de Cartanyà. Siempre fiel a su hijo al que mantiene muy mimado y protegido. Está casada con Miquel al que le es, casi siempre, muy fiel. A pesar de que por norma general es pacífica y bonachona, durante un tiempo mantuvo una cierta rivalidad con la que fue la mujer de Cartanyà.
- Miquel Cartanyà (Carles Canut)

Es el padre de Cartanyà. Como Maria, él también trata a su hijo como si todavía fuera un niño y, como él, también hubiera preferido que Tilda fuera la novia de su hijo para no tenerlo suelto por el mundo. Respeta mucho a su mujer, Maria, y siempre procura serle fiel, aunque en el pasado tuvo un par de deslices.
- Angawa (Miquel Àngel Ripeu)

Un buen hombre de raza negra, compañero de trabajo de Bardagí y Cartanyà en Canal Inn. Sus orígenes son inciertos: él dice que es sobrino del tío Patrocinio, pero cuesta creer que Patrocinio tuviera un sobrino de raza negra. Aunque Cartanyà, en principio, lo trata con aires de superioridad y como si fuera un ignorante supino, con el tiempo, consigue imponerse entre ellos un cierto respeto y, también, una cierta amistad. Angawa es simpático, sociable, con una cierta cultura y siempre muy pacífico, motivo por el cual lo aprecia todo el mundo.

### Otros personajes
En Lo Cartanyà aparecen otros personajes anecdóticos que merecen ser mencionados como el fraile o Alejandra(?) que, por un tiempo, fue la esposa de Cartanyà.

## Escenarios
- Redacción de Canal Inn

Canal Inn es la nueva televisión local privada con tintes pueblerinos pero muy pija y con muchos humos, aunque Bardagí quiere darle un toque simpático y cordial. Es un local del pueblo que ha sido remodelado y el contraste se nota: es un sótano en el que se han puesto mesas, ordenadores y una decoración ostentosa e incoherente. La televisión quiere ser más de lo que parece evidente que puede llegar a ser.
- Casa de Cartanyà

Es la casa de Miquel y Maria. Vicenç volverá a vivir con ellos porque vuelve al pueblo sin un duro. Es una casa pequeña donde se vive, principalmente, en la cocina. La decoración es ecléctica y mezcla cosas de los años setenta con cosas actuales. Se conservan muchas cosas de cuando Cartanyà era pequeño.
- Cafè de l’amargura

Típico bar de pueblo en el que se mezcla la gente joven que toma cervezas con la gente mayor que juega a las cartas. Es aquí donde Vicenç y sus amigos se reúnen para charlar. Bordonida es la propietaria y la camarera del local, que tiene una tarima desde la que se hacen diferentes tipos de actuaciones. Es el sitio en el que, normalmente, se celebran las fiestas y los acontecimientos populares. La decoración y el ambiente en general recuerda a los saloons de los westerns.
- La barbería

Local que regenta Garretó, el barbero oficial del pueblo. Es una barbería de toda la vida que también hace las veces de club social: la gente va tanto para hablar como para cortarse el pelo. Aunque la barbería es solo para hombres, Bordonida también la utiliza.
- Datos: Q19595198